# Vitry-le-Croisé
Vitry-le-Croisé és un municipi francès situat al departament de l'Aube i a la regió del Gran Est. L'any 2007 tenia 265 habitants.

## Demografia

### Població
El 2007 la població de fet de Vitry-le-Croisé era de 265 persones. Hi havia 107 famílies de les quals 32 eren unipersonals (4 homes vivint sols i 28 dones vivint soles), 43 parelles sense fills, 20 parelles amb fills i 12 famílies monoparentals amb fills.
La població ha evolucionat segons el següent gràfic:
Habitants censats

### Habitatges
El 2007 hi havia 147 habitatges, 113 eren l'habitatge principal de la família, 28 eren segones residències i 6 estaven desocupats. Tots els 144 habitatges eren cases. Dels 113 habitatges principals, 105 estaven ocupats pels seus propietaris, 5 estaven llogats i ocupats pels llogaters i 4 estaven cedits a títol gratuït; 1 tenia una cambra, 4 en tenien dues, 13 en tenien tres, 15 en tenien quatre i 81 en tenien cinc o més. 83 habitatges disposaven pel capbaix d'una plaça de pàrquing. A 53 habitatges hi havia un automòbil i a 42 n'hi havia dos o més.

### Piràmide de població
La piràmide de població per edats i sexe el 2009 era:
| Homes | Edats   | Dones |
| ----- | ------- | ----- |
| 0     | 95 o +  | 0     |
| 0     | 90 a 94 | 0     |
| 0     | 85 a 89 | 12    |
| 0     | 80 a 84 | 8     |
| 8     | 75 a 79 | 12    |
| 16    | 70 a 74 | 4     |
| 8     | 65 a 69 | 16    |
| 0     | 60 a 64 | 12    |
| 0     | 55 a 59 | 4     |
| 12    | 50 a 54 | 4     |
| 20    | 45 a 49 | 12    |
| 20    | 40 a 44 | 12    |
| 4     | 35 a 39 | 4     |
| 12    | 30 a 34 | 12    |
| 4     | 25 a 29 | 0     |
| 24    | 20 a 24 | 8     |
| 8     | 15 a 19 | 12    |
| 12    | 10 a 14 | 4     |
| 4     | 5 a 9   | 8     |
| 0     | 0 a 4   | 4     |

## Economia
El 2007 la població en edat de treballar era de 160 persones, 112 eren actives i 48 eren inactives. De les 112 persones actives 111 estaven ocupades (63 homes i 48 dones) i 1 aturada (1 home). De les 48 persones inactives 16 estaven jubilades, 13 estaven estudiant i 19 estaven classificades com a «altres inactius».

### Ingressos
El 2009 a Vitry-le-Croisé hi havia 111 unitats fiscals que integraven 268 persones, la mediana anual d'ingressos fiscals per persona era de 25.416 €.

### Activitats econòmiques
Dels 9 establiments que hi havia el 2007, 1 era d'una empresa extractiva, 2 d'empreses alimentàries, 2 d'empreses de fabricació d'altres productes industrials, 2 d'empreses de construcció, 1 d'una empresa de comerç i reparació d'automòbils i 1 d'una empresa de serveis.
Dels 4 establiments de servei als particulars que hi havia el 2009, 3 eren tallers de reparació d'automòbils i de material agrícola i 1 fusteria.
L'únic establiment comercial que hi havia el 2009 era una fleca.
L'any 2000 a Vitry-le-Croisé hi havia 46 explotacions agrícoles que ocupaven un total de 2.178 hectàrees.

## Poblacions més properes
El següent diagrama mostra les poblacions més properes.